# Saw Rock
Der Saw Rock (von englisch saw ‚Säge‘) ist ein 25 m (nach Angaben des UK Antarctic Place-Names Committee 24 m) hoher Klippenfelsen im Archipel der Südlichen Sandwichinseln. Er ragt 0,6 km nördlich des Crosscut Point von Vindication Island aus dem Südatlantik auf.
Wissenschaftler der britischen Discovery Investigations kartierten und benannten ihn im Jahr 1930. Die Benennung erfolgte vermutlich im Zusammenhang mit derjenigen des Crosscut Point.